# Янчик (рід птахів)
Я́нчик (Pteruthius) — рід горобцеподібних птахів родини віреонових (Vireonidae). Представники цього роду мешкають в Індомалаї.

## Таксономія і систематика
Янчиків традиційно відносили до родини тимелієвих (Timaliidae), однак за результатами молекулярно-філогенетичних досліджень, опублікованих в 2007 році, їх було переведено до віреонових. Раніше вважалося, що представники цієї родини мешкають лише в Америці.
Також за результатами молекулярно-генетичних досліджень виявилось, що кілька видів роду Pteruthius насправді являють собою видові комплекси.

## Опис
Янчики досягають довжини 11,5-20 см при вазі в 10-48 г. Вони різняться за розмірами і забарвленням, однак всім їм притаманний міций, чорний, гачкуватий дзьоб, біля основи покритий короткими щетниками. Янчикам притаманний статевий диморфізм в забарвленні; самці переважно світліші. Спів простий і одноманітний.
Більшість янчиків мешкають в гірських лісах. Деякі види взимку мігрують в долини.

## Види
Виділяють дев'ять видів:
- Янчик чорноголовий (Pteruthius rufiventer)
- Янчик білобровий (Pteruthius flaviscapis)
- Янчик гімалайський (Pteruthius ripleyi)[14]
- Янчик рододендровий  (Pteruthius aeralatus)[15]
- Янчик далатський (Pteruthius annamensis)[16]
- Янчик оливковий (Pteruthius xanthochlorus)
- Янчик рудогорлий (Pteruthius melanotis)
- Янчик рудолобий (Pteruthius aenobarbus)
- Янчик тріскотливий (Pteruthius intermedius)[17]

## Етимологія
Наукова назва роду Pteruthius походить від сполучення слів дав.-гр. πτερον — крила і ερυθαινω — забарвлений червоним.